# Джузеппина Бахита
Джузеппи́на Маргери́та Бахи́та (итал. Giuseppina Margherita Bakhita, около 1868, Гебель-Агилер, Судан — 8 февраля 1947, Виченца, Италия) — католическая святая, первая суданская святая, монахиня.

## Биография
Родилась в селении Гебель-Агилер (провинция Дарфур). В раннем возрасте была похищена арабскими кочевниками и продана ими в рабство. Работорговцы дали ей имя Бахита (по-арабски «счастливая»). Несколько раз её продавали на рабовладельческих рынках Судана. Находясь в рабстве в течение 10 лет, она неоднократно подвергалась со стороны своих хозяев многочисленным унижениям и побоям.
В 1883 году последний хозяин девочки продал её итальянскому консулу Каллисто Леньяни, который, в свою очередь, через некоторое время отдал Джузеппину на попечение итальянской семье, находившейся в то время в Судане. Эта семья увезла Бахиту в Италию, где её взяла под свою опеку итальянка Турина Микеле. С ней Джузеппина Бахита прожила три года в Мирано. В 1889 году Джузеппина познакомилась с монахинями из Конгрегации каноссианок, под их влиянием приняла христианство. В этом же году она отказалась вернуться по приказу её хозяйки в Африку. Итальянские высшие светские и церковные власти (главный префект и кардинал Венеции) поддержали Джузеппину в этом решении, заявив, что Италия не признаёт рабства. Джузеппина получила свободу и осталась в Италии. 9 января 1890 года Джузепина приняла таинство крещения, во время которого она получила имя Джузеппина Маргерита.
В дальнейшем вся жизнь Джузеппины была связана с каноссианками. 8 декабря 1896 года Джузеппина приняла в этой конгрегации монашеские обеты; с 1902 года работала в Виченце, занимаясь благотворительностью и воспитанием детей. После 1910 года стала ездить по Италии, рассказывая о своём нелёгком пути к христианству и монашескому призванию.

## Прославление
Джузеппина была беатифицирована папой Иоанном Павлом II 17 мая 1992 года; канонизирована 1 октября 2000 года. Память святой Джузеппины Бахиты отмечается в Католической Церкви 8 февраля.
Римский папа Бенедикт XVI в своей энциклике Spe Salvi приводит пример жизни святой Джузеппины Бахиты как свидетельство упования на Бога.